# Демахин, Юрий Васильевич
Ю́рий Васильевич Демахин (29 октября 1938, Астрахань ― 29 марта 2023, Астрахань) — советский и российский деятель, майор Пожарной охраны МВД СССР, председатель Совета ветеранов Главного управления МЧС России по Астраханской области.

## Биография
Родился 29 октября 1938 года в городе Астрахань, Астраханская область. Окончил среднюю школу №47. Поступил в Харьковское пожарно-техническое училище МВД СССР, окончил его с отличием.
В 1963 году первым в Астраханской области стал обладателем звания мастера спорта СССР по пожарно-прикладному виду спорта.
В 1963 году назначен заместителем начальника ПЧ-1 по охране Кировского района города Астрахани.
В июне 1963 года возник пожар в жилом доме по ул. Ульяновых. Было спасено 17 жильцов дома, пожар потушен с минимальным убытком. Демахин был награждён медалью «За отвагу на пожаре». Им лично спасено 7 жизней.
С 1964 года учился в Высшую школу МВД СССР. После окончания школы капитан Демахин начальник отдела службы и подготовки управления.
С 1994 года возглавлял Совет ветеранов пожарной охраны (ныне МЧС).
C 2006 года заместитель начальника Государственного учреждения «Отряд государственной противопожарной службы МЧС России по Астраханской области».
C 2010 года начальник Отряда противопожарной службы государственного учреждения Астраханской области «Областная пожарно-спасательная служба».
В 2013 году оргкомитетом по организации Зимних олимпийских игр в г. Сочи 2014 года был избран факелоносцем Олимпийских игр по территории г. Астрахани.

## Награды
- Медаль «За отвагу на пожаре» (СССР)
- Медаль ордена «За заслуги перед Астраханской областью»
- Знак отличия «Честь и Слава»
- Медаль «За безупречную службу» (I,II,III)
- Медаль "Патриот России"
- Медаль МЧС России «Маршал Василий Чуйков»
- Отличник Гражданской обороны СССР
- Медаль За доблестный труд
- Звание «Почетный ветеран города Астрахани»
- Почётный гражданин Приволжского района(Астраханская область)